# Phaonia linnigii
Phaonia linnigii este o specie de muște din genul Phaonia, familia Muscidae. A fost descrisă pentru prima dată de Gimmerthal în anul 1834. Conform Catalogue of Life specia Phaonia linnigii nu are subspecii cunoscute.